# 蓋爾 (快打旋風)
蓋爾（台湾又译作）是由日本電子遊戲廠商卡普空推出的格鬥遊戲系列《快打旋風》中，登場的一名角色。他在遊戲裡的形象是一位有著強健肉體，在三角肌上紋著星條旗刺青的美國空軍軍官。蓋爾因身邊的摯友遭到邪惡組織所殺害，為了復仇而踏上戰鬥之路。
自1991年的《快打旋風II》首次登場後，蓋爾成為了該遊戲系列的代表角色之一，其中環球影業於1994年推出的《快打旋風》同名遊戲改編電影裡，便採用蓋爾為劇情中的主角，並由動作影星尚-克勞德·范·達美飾演。

## 作品描寫

### 原作遊戲
在《快打旋風II》裡，蓋爾是一名美國空軍少校，他的朋友查理·納修在執行調查由犯罪頭目貝卡率領的邪惡組織「影法」任務時，遭到貝卡暗中殺害。納修死去後，蓋爾將他生前所戴的金屬軍籍牌項鍊留在自己身上。在得知貝卡想物色有能力的人士而舉辦了世界格鬥大賽時，為了找尋替納修復仇的機會，蓋爾離開家人參加了大賽。最後在總決賽上，蓋爾面對到貝卡的挑戰並將對方給打倒，就在蓋爾打算殺掉貝卡的當下，蓋爾的妻子尤莉亞與女兒克莉絲即時趕到現場，在她們表示不希望看到蓋爾的雙手沾上血腥後，蓋爾才放棄親自殺掉貝卡的念頭，返回到他的家人身旁恢復過去生活。
到了1998年推出的《快打旋風ZERO3》中，蓋爾的劇情有修改成為他前往找尋因調查貝卡而失蹤的納修。當蓋爾在貝卡的影法組織基地裡找到納修後，一同擊倒了貝卡，並打算使用定時炸藥摧毀貝卡的基地。但是當炸藥要準備爆破時，貝卡再次甦醒必打算狙擊蓋爾，而納修為了拯救蓋爾拼命攔住貝卡要蓋爾趕緊離開，最後蓋爾只能一邊逃離一邊看著納修身影消失在引爆的炸藥之下。
蓋爾在2016年發行的《快打旋風V》是以DLC角色形式登場，外形上不同以往身著無袖迷彩上衣與迷彩軍褲模樣，而是改成戴著太陽眼鏡、身著白色襯衣與深色軍褲造型，他在《快打旋風V》劇情裡是為了尋找失蹤的納修而奮戰。

### 影視作品

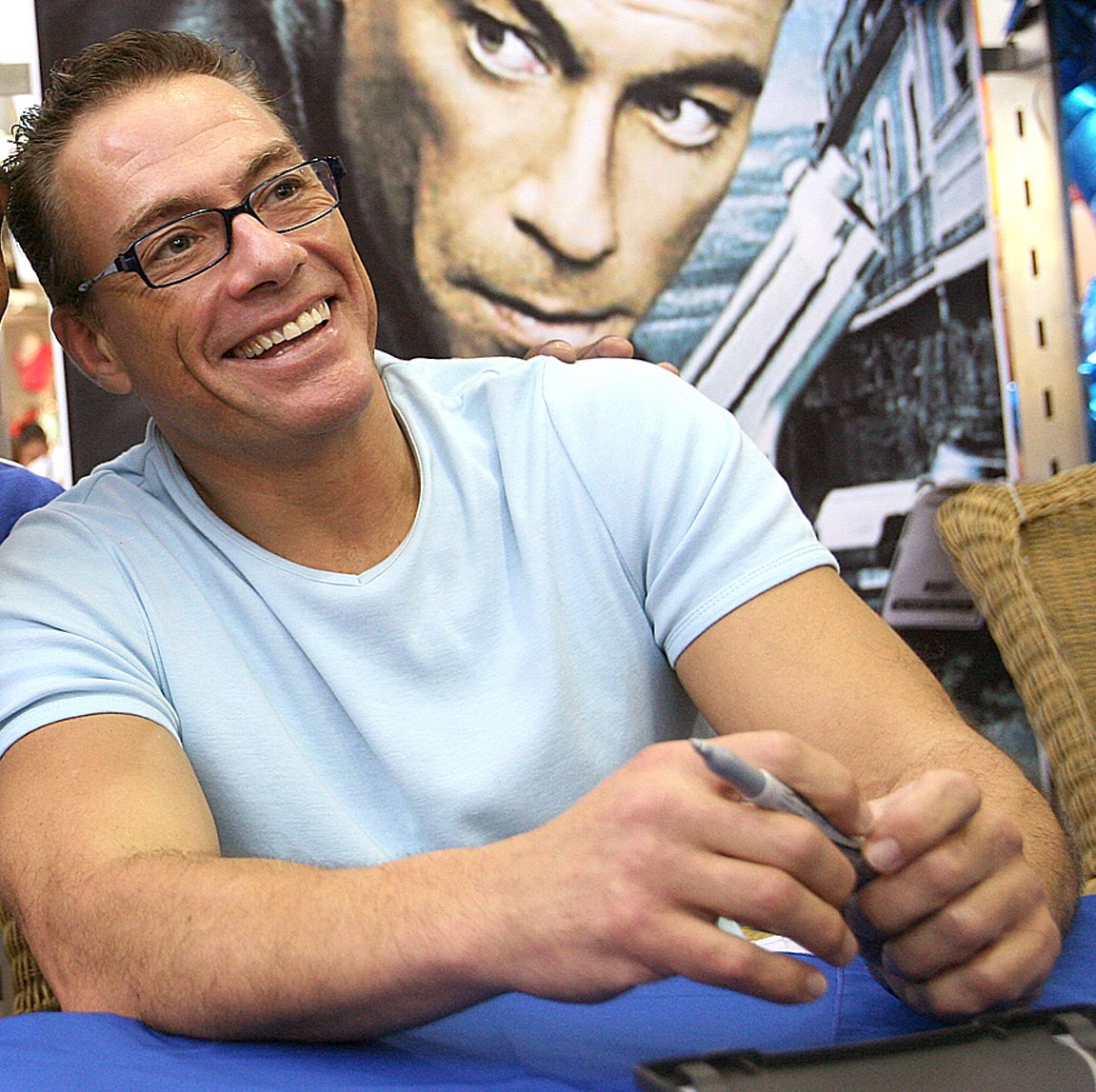
飾演蓋爾的影星尚-克勞德·范·達美。他在戲中所表現出的蓋爾形象則另外引來遊戲雜誌《GameDaily》、影評書籍《Leonard Maltin's Movie Guide》等媒體的批評

《快打旋風II》在獲得遊戲界眾多迴響後，環球影業於1994年推出了該遊戲的改編真人電影。不同於原作遊戲裡是以隆與肯兩人作為主要代表角色，真人電影版採用了蓋爾擔任主角，並由尚-克勞德·范·達美飾演。此作品劇情中，犯罪頭目拜森將軍（M·Bison，貝卡在歐美遊戲界採用的名稱）在東南亞一帶成立名為夏德魯的國家，並與蓋爾率領的盟國軍隊發生衝突。拜森之後抓了包含蓋爾的朋友查理在內的多名盟國軍隊成員作為人質，要求蓋爾一方付出巨額的贖金。隨後蓋爾在眾人的幫助之下，找到了拜森藏匿的據點，並在結尾前有與拜森進行一對一的肉搏戰決鬥。
真人電視影集部分，曾推出《快打旋風》真人電視劇《快打旋風：暗殺拳》的喬伊·安薩，在計畫製作中的新續集《快打旋風：世界勇士》（Street Fighter: World Warrior）裡頭，則有意計畫邀請武術演員史考特·艾金斯飾演蓋爾。
以《快打旋風》改編的動畫作品方面，蓋爾在1994年推出的《快打旋風II》電影動畫版裡與遊戲相同是為了替朋友納修報復而尋找貝卡，之後有與因父親遭貝卡殺害、同樣企圖復仇的國際刑警春麗合作。另1995年在日本電視網播放的電視動畫《快打旋風II V》中，前段劇情裡蓋爾有和隆與肯兩人發生過爭執，並且以高出對方層次的格鬥技巧與應戰策略打倒他們，讓隆與肯了解到自身能力不足而開始在外頭闖蕩修行；在後段劇情部分，當隆、肯、與春麗遭貝卡抓住時，蓋爾有與朋友納修接到軍方命令，暗中前往貝卡的影法基地拯救他們。
1993年，王晶指導的香港電影《超級學校霸王》中，由香港著名演員張學友飾演映射蓋爾的飛龍特警之一「掃把頭」。「掃把頭」在劇本中具備同蓋爾相同的造型和幾乎一致的技能，但戲中的人物塑造具有喜劇效果，給兩岸三地的觀眾留下了深刻的印象。

### 跨界作品
除《快打旋風》系列之外，蓋爾有在1999年的《SNK对卡普空 千年之战》、2000年的《卡普空VS SNK》與《漫畫英雄VS卡普空2》、2012年的《快打旋風 X 鐵拳》等跨界對戰遊戲裡出現。手機平台遊戲方面，則有採用在《怪物彈珠》裡登場。

## 角色設計
在《快打旋風II》開發時，考量到希望該遊戲能獲得日本海外的美國遊戲市場關注，便設計了蓋爾這種美軍軍人形象的角色，讓當地玩家會有興趣使用。之後西方玩家對於蓋爾的接受度，超出了遊戲製作人船水紀孝的預期。
關於蓋爾的外觀髮型上，當時遊戲製作群是以漫畫《JoJo的奇妙冒險》第三部《星塵鬥士》裡登場的角色約翰・皮耶爾・波魯納雷夫作為參考，負責角色設計的安田朗起初將蓋爾畫成像波魯納雷夫一樣的垂直朝上豎起髮型，之後擔任遊戲貼圖的人員嘗試把蓋爾髮型朝向左右延伸，做成像是《JoJo的奇妙冒險》另一名角色魯道夫·馮·修特羅哈姆的模樣後發現效果不差，便成為現今採用的如掃把模樣髮型。
蓋爾的名稱來源，則是當時遊戲製作群裡把《星塵鬥士》裡的另一名角色J·凱爾（J・ガイル）記錯成是波魯納雷夫的名字，而直接挪來使用，其中J·凱爾在漫畫劇情裡是波魯納雷夫的敵人。

## 反應

### 評價

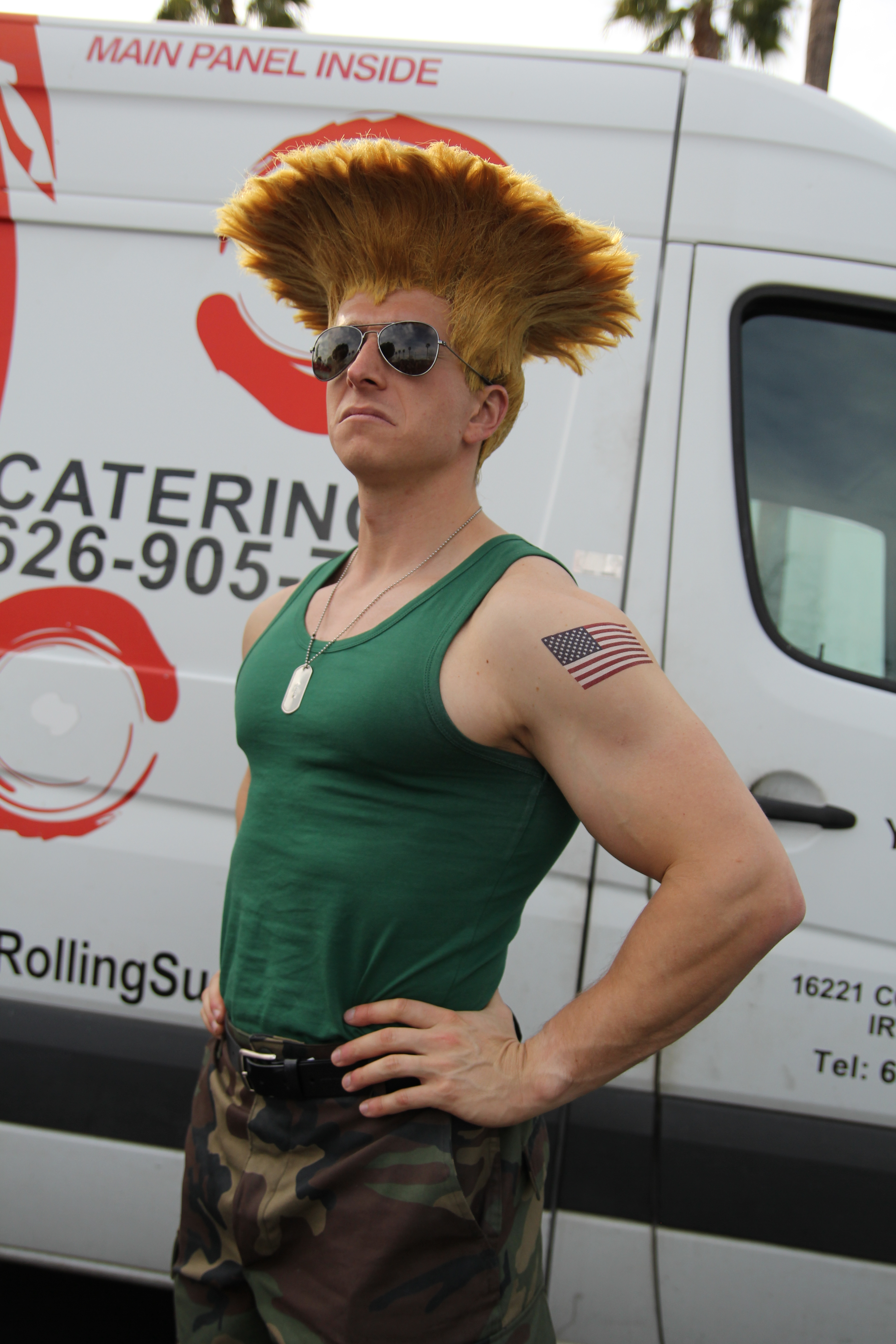
2019年聖地牙哥國際漫畫展上一名Cosplay成蓋爾的角色扮演者

大眾媒體對於蓋爾普遍給予正面的印象，如遊戲資訊網站IGN表示蓋爾就是你腦海裡的典型、一絲不苟、強健的美國硬漢，並覺得往後《快打旋風》若是再次改編電影，仍需要選擇蓋爾作為挑起劇情大樑的角色。線上媒體UGO Networks則認為蓋爾是《快打旋風》系列裡除了隆跟肯之外，最重要的角色之一。
在遊戲裡蓋爾的格鬥風格，多視為適合偏好防禦策略玩家使用的角色。《衛報》提及蓋爾的格鬥風格反應出他的強悍性格，就是一邊使用可朝遠距離攻擊的「音速爆擊」牽制對手，一邊耐心等待著對手迎面而來，當你一被搞到煩躁起來，就會落入他的陷阱。網路漫畫平台8-Bit Theater的創建者布萊恩·克萊文格（Brian Clevinger）則形容蓋爾有如「《孫子兵法》中所討論一切的縮影」。
蓋爾頭頂類似掃把的豎起髮型模樣，有被遊戲雜誌《GameDaily》視為是電子遊戲界裡最稀奇的髮型之一，並對於在《快打旋風》改編電影當中，飾演蓋爾的尚-克勞德·范·達美沒有忠實呈現此模樣一事感到可惜。

### 列名項目
- 報刊新聞《衛報》：《快打旋風》系列前20位角色之一[26]
- 電子遊戲影片網站ScrewAttack：前10位最酷角色之一[29]
- 電子遊戲網站IGN：《快打旋風》系列前25位角色第2名[22]
- 電子遊戲雜誌《Gamest》：1991年最佳遊戲角色第4名[30]
- 電子遊戲雜誌《GameDaily》：《快打旋風》系列前20位角色第10名[6]

### 引用
蓋爾在一開始登場的作品《快打旋風II》裡，因為遊戲平衡度上的一些漏洞，讓玩家操作他時能在特定條件下取得更多的勝機。例如在遊戲過程中，刻意將蓋爾做出蹲下動作，因蓋爾蹲下時能順勢施展出朝遠端攻擊的「音速爆擊」指令，也能在對手迎面過來時，順勢使出攻擊範圍大的「腳刀踢擊」指令或其它拳腳招式擊倒對手，這種在玩家圈裡被戲稱是「龜縮蓋爾」的策略。過去日本曾有電子遊樂場為了避免玩家起紛爭，貼示出「禁止使用龜縮蓋爾」這樣的公告。往後日本漫畫家押切蓮介則在個人作品《高分少女》中，將當時電子遊樂場裡因使用蓋爾的方式而引起的爭執，改編為漫畫劇情裡的笑料。
蓋爾在《快打旋風II》裡專用的背景音樂，在2010年後有形成一種網路迷因現象。當時有一名網路使用者將1993年電影《超級瑪利歐兄弟》部分片段，搭配蓋爾的背景配樂，製成一段惡搞影片上傳到Youtube，必採用「萬用的蓋爾配樂」（Guile Theme Goes with Everything）作為標題。該影片隨後成為網路上的熱門話題，引發一連串眾人以此形式創作的惡搞作品，例如將蓋爾的背景音樂套用在迪士尼動畫《獅子王》裡、或是速食餐廳肯德基的廣告中，「萬用的蓋爾配樂」隨後也成為是以此形式惡搞的主題用語，以及反應出此配樂在各種不同場景影片都意外地能搭配良好的含義。
商業廣告部分，日本化妝品廠商柳屋本店在2017年有推出名為「J」的髮膠，為了強調該產品的效用持久性，採用了蓋爾為產品宣傳角色，並製作出可用此髮膠弄成如蓋爾模樣髮型的噱頭範例圖片。

## 備註
1. ↑  中國大陸與香港採用的名稱「古烈」，來自於過去誤把此角色英文名「GUILE」看成「GULIE」後流傳的音譯。[1]

## 外部連結
- 《快打旋風V》官方網站的蓋爾介紹頁面（页面存档备份，存于）